# Jean Mallion
Jean Mallion (* 27. Juli 1903 in Lyon; † 4. Januar 1986) war ein französischer Romanist und Literaturwissenschaftler.

## Leben und Werk
Jean-Baptiste Mallion war Agrégé de lettres (1932), sowie Absolvent der École du Louvre. Er  habilitierte sich in Paris mit den beiden Thèses Victor Hugo et l'art architectural (Paris/Grenoble 1962) und Le jubé de la cathédrale de Chartres (Paris 1964) und war ab 1959 Professor an der Universität Grenoble. Ab 1977 gehörte er der Académie Delphinale an (Sessel 41).

## Werke
- (Hrsg.)  Prosper Mérimée, Lettres aux antiquaires de l'Ouest 1836-1869, Poitiers 1937 (Vorwort durch Maurice Parturier)
- (mitwirkender Hrsg. mit Pierre Josserand; Haupthrsg. Maurice Parturier) Prosper Mérimée, Correspondance générale, 17 Bde., Paris/Toulouse 1941–1964; Correspondance générale 1822-1840, 2 Bde., Toulouse 1972
- (Hrsg. mit Maurice Parturier) Prosper Mérimée, Morceaux choisis, Paris  1952
- (Hrsg. mit Pierre Salomon) George Sand, La Mare au diable. François le Champi, Paris  1956, 1962, 1965, 1969, 1972, 1979, 1981 (Classiques Garnier)
- (Hrsg. mit Pierre Salomon) George Sand, Les maîtres sonneurs,  Paris 1956, 1968, 1980 (Classiques Garnier)
- (Hrsg. mit Pierre Salomon) George Sand, La petite Fadette, Paris 1958, 1967, 1969, 1981 (Classiques Garnier)
- (mit René Bourgeois) Le théâtre au XIXe siècle, Paris 1971
- (mit Henri Baudin) André Gide, La porte étroite, Paris 1972
- (Hrsg. mit Pierre Salomon) Prosper Mérimée, Romans et nouvelles. Théâtre de Clara Gazul. Mateo Falcone. La Venus d'Ille. Colomba, Paris 1978, 2001 (Bibliothèque de la Pléiade)
- (Hrsg.)  Prosper Mérimée et les monuments du Dauphiné. Lettres et rapports inédits de Prosper Mérimée, Grenoble 1979
- (Hrsg. mit Pierre Salomon) George Sand, Un hiver à Majorque, Grenoble 1985, 1993